# Гирик (Азербайджан)
Киригар (азерб. Girik) — село на северо-востоке Азербайджана. Входит в состав Гусарского района.

## География
Село расположено в северо-восточной части страны. Расстояние до районного центра Гусар составляет 32 км. Киригар находится на высоте 468 метров над уровнем моря.

## Климат
Средняя температура составляет 12 °C. Самый теплый месяц — июль со средней температурой 24 °C, а самый холодный — январь — со средней температурой −2 °C. Среднее количество осадков составляет 763 миллиметра в год. Самый влажный месяц — сентябрь (88 мм осадков), а самый сухой — август (17 мм осадков).

## Население
По данным переписи 2009 года, население Киригара составляло 1 196 человек.